# Wildgutach
Wildgutach ist seit 1974 ein Ortsteil der Gemeinde Simonswald im Landkreis Emmendingen in Baden-Württemberg. Die verstreut liegenden Einzelhöfe des Ortes liegen im engen und windungsreichen Tal der Wilden Gutach. Wildgutach hat (Stand 2015) 97 Einwohner.
Durch die Einrichtung einer Aufnahmestation für Flüchtlinge im ehemaligen Gasthof Löwen Anfang 2016 hat sich die Bevölkerung des Ortes um etwa 35 Personen erhöht.

## Geschichte
Die ersten Siedler im Jahre 1592 waren Holzknechte aus Tirol. 1796 standen in Wildgutach schon 25 Häuser. Bis 1806 war die Gemeinde eine Vogtei von St. Peter. 1848 hatte der Ort etwa 230 Einwohner; heute wohnen nur noch rund 110 Menschen in Wildgutach.
1870 wurde das Wildgutacher Schulhaus gebaut. 1951/52 wurde die Kirche St. Hubertus errichtet; sie wurde 1979 und 2007 renoviert.
Am 1. Januar 1974 wurde Wildgutach, bis dahin eine selbständige Gemeinde mit Rathaus und eigenem Bürgermeister, nach Simonswald eingemeindet.

## Wirtschaft und Tourismus
Mit der Karl F. Wangler KG befand sich bis Anfang der 2000er Jahre ein Sägewerk in Wildgutach.
Mit dem Haldenschwarzhof und dem "Haldenhof" mit seiner "Haldenmühle" befinden sich seit Schließung des Gasthofs Löwen zwei touristische Unterkünfte in Wildgutach.
An touristischen Zielen liegen in der Gemarkung Wildgutach:
- die Kirche St. Hubertus aus dem Jahr 1951/1952[4]
- die Zweribachwasserfälle
- die Hirschbachfälle

In der unmittelbaren Umgebung liegen:
- der Balzer Herrgott (Gemarkung Gütenbach)
- die Hexenlochmühle (Neukirch, Stadt Furtwangen im Schwarzwald)
- die Teichschlucht (Gemarkung Gütenbach)